# Gemert-Bakel
Gemert-Bakel (phát âmⓘ) là một đô thị ở phía nam Hà Lan.

## Các trung tâm dân cư
Bakel, De Mortel, De Rips, Elsendorp, Gemert, Handel, Milheeze.